# Lepidium didymum
Lepidium didymum é uma espécie de planta com flor da família Brassicaceae .

## Descrição
Lepidium didymum é uma erva anual ou bienal  com caules verdes, decumbentes ou ascendentes e glabros, de até 40 centímetros, irradiando de uma posição central. As folhas são pinadas e alternadas e podem atingir 5 centímetros (2 pol) de comprimento. . Floresce entre julho e setembro. As flores são inconspícuas, com quatro pétalas brancas muito curtas ou nenhuma, e 2 (raramente 4),  :54estames. Os frutos consistem em duas valvas arredondadas, entalhadas no ápice, com um estilete muito curto entre elas.  :405 São enrugadas e contêm sementes laranja ou castanho-avermelhadas, com 1–5 mm de comprimento. 

## Taxonomia
Foi descrito e publicado pela primeira vez pelo botânico sueco Carl Linnaeus em 'Mant. Pl.' (Mantissa Plantarum) na página 92 em 1767. 
O epíteto específico didymum refere-se à palavra grega δίδυμα para 'gêmeo' ou 'em pares',  referindo-se à cápsula da semente.

## Distribuição
Lepidium didymum é de origem incerta,  mas é frequentemente citado como nativa da América do Sul,   principalmente Argentina, Bolívia, Brasil, Chile, Paraguai, Peru, Uruguai e Venezuela .  Foi introduzida em outros lugares como uma erva daninha de cultivo. Naturalizou-se em todo o mundo, desde África, Europa, Ásia, Australásia, América do Norte e América do Sul.  Na Grã-Bretanha, foi registrado na natureza em 1778,  principalmente na Inglaterra e no sul da Irlanda,  crescendo em terrenos cultivados e baldios, em jardins e relvados, em caminhos e estradas.

## Usos
As folhas desta planta são comestíveis e têm um sabor salgado, de agrião ou mostarda.  